# Soera De Waardevolle Nacht
Soera De Waardevolle Nacht is een soera van de Koran.
De soera is vernoemd naar de Nacht van de Beslissing, genoemd in de eerste aya. Volgens deze soera is deze nacht beter dan duizend maanden.

## Bijzonderheden
De Nacht van de Beslissing, Laylat al-Qadr, is volgens islamitische traditie de nacht waarin Mohammed de openbaring kreeg. Deze nacht wordt binnen de islam als zeer waardevol gezien. Moslims wordt dan ook aangeraden de nacht in gebed door te brengen en de salat te verrichten. Op welke datum deze nacht valt is niet bekend, maar vaak wordt aangenomen dat het om een van de oneven nachten van de laatste tien dagen van de maand ramadan gaat.
De dissidente islamoloog en taalkundige Christoph Luxenberg denkt dat deze soera verwijst naar de kerstnacht.
Deze soera wordt in vertalingen van de moderne Korantekst ruwweg als volgt vertaald:
1. Wij hebben hem (dat wil zeggen de Koran) in de Nacht van de Beslissing neergezonden.
2. Maar hoe kun je weten, wat de Nacht van de Beslissing is?
3. De Nacht van de Beslissing is beter dan duizend maanden.
4. De engel en de Geest dalen in haar neer met toestemming van haar Heer, zeggende
5. Zij is (vol) heil (en zegen), tot het morgenrood zichtbaar wordt

In het boek Die syro-aramäische Lesart des Koran: Ein Beitrag zur Entschlüsselung der Koransprache (2000) interpreteert Luxenberg de schuingedrukte begrippen anders, zich baserend op de oudste Koranfragmenten, die meer opties openlaten vanwege het ontbreken van later aangebrachte tekens, en op de aanname dat de vroegste Koranteksten horen bij een aan het Syrisch-Aramees verwante taal:
1. Wij hebben hem (dat wil zeggen Jezus) in de nacht van de lotsbestemming (dat wil zeggen van de Kerstster) laten afdalen.
2. Maar hoe kun je weten, wat de nacht van de lotsbestemming is?
3. De nacht(wake) van de lotsbestemming is uitmuntender dan duizend nachtwaken.
4. De engelen, begeleid door de Geest, brengen daarin met toestemming van hun Heer allerlei lofzangen mee naar beneden.
5. Vrede is zij tot het aanbreken van het ochtendschemer.

In deze vertaling (met interpretaties/toelichtingen tussen haakjes) is een fragment van het kerstverhaal volgens Lucas (2:13-14) te herkennen, en volgens Luxenberg verwijzen vers 3 en 5 naar de gewoonte van christenen uit die tijd om de kerstnacht te doorwaken.